# 碘酸银
碘酸银（AgIO3）是一种由银，碘和氧组成的白色晶体。不同于大部分碘酸盐，碘酸银不溶于水。

## 制备
碘酸银可由硝酸银（AgNO3）与碘酸钠反应获得。反应的副产物是硝酸钠。
AgNO3 + NaIO3 → AgIO3↓ + NaNO3